# Alan Anderson
Alan Jeffery Anderson (Minneapolis, Minnesota, 16. listopada 1982.) je američki profesionalni košarkaš. Može igrati na poziciji bek šutera i krila, a trenutačno je član NBA klubaToronto Raptors

## Karijera
U kolovozu 2005. kao slobodan igrač potpisuje za momčad Charlotte Bobcatsa. U studenome 2006. otpušten je od strane kluba, a u ožujku 2007. ponovo postaje član momčadi no oni ga šalju u NBDL ligu igrati za Tulsa 66erse.  U Tulsi je prosječno postizao 15.8 poena po susretu. U rujnu 2007. potpisuje ugovor s talijanskom VidiVici Bolognom. Nakon isteka ugovora s Bolognom odlazi u ruski Triumph, a ondje se zadržava samo pola godine te odlazi u zagrebačku Cibonu. U Cibonu dolazi kao zamjena za kažnjenoga Marshalla. Od dolaska u Cibonu, postao je prvim igračem kluba i postao je metom velikih europskih košarkaških klubova poput izraelskog Maccabi Tel Aviva. Na kraju sezone obistinila su se nagađanja o njegovom odlasku i Anderson je potpisao za izraelski Maccabi.

## Hrvatska reprezentacija
U razgovoru za Večernji list, Anderson je na postavljeno pitanje da li bi igrao za hrvatsku reprezentaciju, odgovorio: "Igrao bih. Zašto ne?!" Tome je doprinijelo što je u dresu Cibone tijekom intoniranja hrvatske himne držao ruku na srcu. Za prvi put bio je to simpatičan prizor, no Anderson je nastavio taj običaj i na ostalim utakmicama. Ovim potezom zaintrigirao je HKS za izdavanje hrvatske putovnice, a problem je što stranci mogu dobiti hrvatsko državljanstvo samo ako pet godina žive u Hrvatskoj. Iako izbornik Jasmin Repeša nije direktno rekao da mu Anderson ne treba, bio je dovoljno jasan da vijest nije "dobro prihvaćen među igračima" sadašnje hrvatske reprezentacije.

## Vanjske poveznice
- Profil na NBA.com
- Profil na Euroleague.net
- Profil na ACB.com

| Cibona Zagreb   | Cibona Zagreb |
| --------------- | --- |
|                 | |
| Dvorana         | Košarkaški centar Dražen Petrović \| Dom sportova                                                                      |
|                 | |
| Treneri         | Neven Spahija \| "Aco" Petrović \| Dražen Anzulović \| Velimir Perasović \| Željko Pavličević                          |
|                 | |
| Važne ličnosti  | Mirko Novosel |
|                 | |
| Poznati igrači  | Krešimir Ćosić \| Dino Rađa \| Franjo Arapović \| Dražen Petrović \| Alan Anderson \| Andro Knego \| Danko Cvjetičanin |
|                 | |
| Klupski nadimak | Vukovi s Tuškanca |
|                 | |
| Klupski slogan  | heja-heja cibosi |
|                 | |
| Vezani članci   | Muzejsko-memorijalni centar Dražen Petrović \| Mirkova cigara \| Međunarodna natjecanja                                |

| Cibona Zagreb   | Cibona Zagreb |
| --------------- | --- |
|                 | |
| Dvorana         | Košarkaški centar Dražen Petrović \| Dom sportova                                                                      |
|                 | |
| Treneri         | Neven Spahija \| "Aco" Petrović \| Dražen Anzulović \| Velimir Perasović \| Željko Pavličević                          |
|                 | |
| Važne ličnosti  | Mirko Novosel |
|                 | |
| Poznati igrači  | Krešimir Ćosić \| Dino Rađa \| Franjo Arapović \| Dražen Petrović \| Alan Anderson \| Andro Knego \| Danko Cvjetičanin |
|                 | |
| Klupski nadimak | Vukovi s Tuškanca |
|                 | |
| Klupski slogan  | heja-heja cibosi |
|                 | |
| Vezani članci   | Muzejsko-memorijalni centar Dražen Petrović \| Mirkova cigara \| Međunarodna natjecanja                                |